# Jérémy Berthod
Jérémy Berthod (Tassin-la-Demi-Lune, 24 april 1984) is een Franse voetballer (verdediger) die sinds 2008 voor de Franse eersteklasser AJ Auxerre uitkomt. Eerder speelde hij bij Olympique Lyon en AS Monaco.

## Interlandcarrière
Berthod speelde acht interlands voor de U-21 van Frankrijk. Met Frankrijk U21 nam hij in 2006 deel aan de EK-eindronde in Portugal, waar de ploeg van bondscoach René Girard in de halve finales werd uitgeschakeld door de latere winnaar Nederland.